# Llista de topònims de Roquetes
Llista de topònims (noms propis de lloc) del municipi de Roquetes, al Baix Ebre
Informació actualitzada per un bot. Els canvis manuals es perdran quan s'actualitzi!

## abric rocós
| imatge | Nom                        | Ubicat a | instància de | Detalls | coordenades                                                          | Protecció | Commons (més fotos) | Dades a WD                    |
| ------ | -------------------------- | -------- | ------------ | ------- | -------------------------------------------------------------------- | --------- | ------------------- | ----------------------------- |
|        | Mallada de les Coves Roges | Roquetes | abric rocós  |         | 40° 48′ 01″ N, 0° 18′ 05″ E / 40.8003176362026°N,0.301523397079961°E |           |                     | Modifica les dades a Wikidata |
|        | Racons Faixos              | Roquetes | abric rocós  |         | 40° 45′ 34″ N, 0° 17′ 24″ E / 40.7593873462827°N,0.289913593007795°E |           |                     | Modifica les dades a Wikidata |

## casa
| imatge | Nom                          | Ubicat a | instància de | Detalls                         | coordenades                                                                      | Protecció                                  | Commons (més fotos)           | Dades a WD                    |
| ------ | ---------------------------- | -------- | ------------ | ------------------------------- | -------------------------------------------------------------------------------- | ------------------------------------------ | ----------------------------- | ----------------------------- |
|        | Casa Cruells                 | Roquetes | casa         | Estil: arquitectura popular     | 40° 49′ 05″ N, 0° 30′ 23″ E / 40.81793°N,0.50634°E ca:Carrer Masia, 3            | bé integrant del patrimoni cultural català |                               | Modifica les dades a Wikidata |
|        | Casa Pinyol                  | Roquetes | casa         | Estil: arquitectura neoclàssica | 40° 49′ 23″ N, 0° 30′ 00″ E / 40.82295°N,0.49991°E ca:Carrer Hort de la Vila, 13 | bé integrant del patrimoni cultural català | Casa Pinyol (Roquetes)        | Modifica les dades a Wikidata |
|        | Casa de Sant Josep           | Roquetes | casa         | Estil: arquitectura eclèctica   | 40° 49′ 12″ N, 0° 29′ 43″ E / 40.82°N,0.49536111111111114°E                      | bé integrant del patrimoni cultural català | Casa de Sant Josep (Roquetes) | Modifica les dades a Wikidata |
|        | Torre de Segarra             | Roquetes | casa         |                                 |                                                                                  | bé integrant del patrimoni cultural català |                               | Modifica les dades a Wikidata |
|        | Torre de la Vall del Marquès | Roquetes | casa         | Estil: arquitectura eclèctica   | 40° 49′ 29″ N, 0° 30′ 23″ E / 40.824603°N,0.506327°E                             | bé integrant del patrimoni cultural català |                               | Modifica les dades a Wikidata |

## collada
| imatge | Nom                | Ubicat a | instància de | Detalls | coordenades                                                         | Protecció | Commons (més fotos) | Dades a WD                    |
| ------ | ------------------ | -------- | ------------ | ------- | ------------------------------------------------------------------- | --------- | ------------------- | ----------------------------- |
|        | Panxablanca        | Roquetes | collada      |         | 40° 46′ 13″ N, 0° 24′ 03″ E / 40.77041°N,0.40076°E                  |           |                     | Modifica les dades a Wikidata |
|        | coll de la Bassota | Roquetes | collada      |         | 40° 46′ 03″ N, 0° 23′ 15″ E / 40.76748528°N,0.38760833°E 437.6 msnm |           |                     | Modifica les dades a Wikidata |

## corral
| imatge | Nom                     | Ubicat a | instància de   | Detalls | coordenades                                                          | Protecció | Commons (més fotos) | Dades a WD                    |
| ------ | ----------------------- | -------- | -------------- | ------- | -------------------------------------------------------------------- | --------- | ------------------- | ----------------------------- |
|        | corral d'Arcís          | Roquetes | corral edifici |         | 40° 47′ 02″ N, 0° 28′ 28″ E / 40.783894443831°N,0.474356446350504°E  |           |                     | Modifica les dades a Wikidata |
|        | corral de Canivell      | Roquetes | corral edifici |         | 40° 45′ 47″ N, 0° 27′ 45″ E / 40.7631720079804°N,0.462608098398901°E |           |                     | Modifica les dades a Wikidata |
|        | corral de Capnegre      | Roquetes | corral edifici |         | 40° 47′ 36″ N, 0° 23′ 04″ E / 40.7932819982071°N,0.384342655968457°E |           |                     | Modifica les dades a Wikidata |
|        | corral de Caseres       | Roquetes | corral edifici |         | 40° 46′ 20″ N, 0° 27′ 07″ E / 40.7721784040088°N,0.451945722423022°E |           |                     | Modifica les dades a Wikidata |
|        | corral de Colomet       | Roquetes | corral         |         | 40° 48′ 22″ N, 0° 24′ 36″ E / 40.8060031962079°N,0.410016297608799°E |           |                     | Modifica les dades a Wikidata |
|        | corral de Gasso         | Roquetes | corral edifici |         | 40° 47′ 01″ N, 0° 28′ 29″ E / 40.7834948976181°N,0.474620441176256°E |           |                     | Modifica les dades a Wikidata |
|        | corral de Jiménez       | Roquetes | corral edifici |         | 40° 46′ 14″ N, 0° 28′ 15″ E / 40.7704523347584°N,0.470920542901665°E |           |                     | Modifica les dades a Wikidata |
|        | corral de Pataques      | Roquetes | corral edifici |         | 40° 46′ 18″ N, 0° 26′ 16″ E / 40.7716325786848°N,0.437879515233715°E |           |                     | Modifica les dades a Wikidata |
|        | corral de Ravanals      | Roquetes | corral edifici |         | 40° 46′ 47″ N, 0° 26′ 24″ E / 40.7798334516199°N,0.440099973648754°E |           |                     | Modifica les dades a Wikidata |
|        | corral de Reina         | Roquetes | corral         |         | 40° 46′ 59″ N, 0° 24′ 07″ E / 40.7831770142195°N,0.401921633548177°E |           |                     | Modifica les dades a Wikidata |
|        | corral del Blanco       | Roquetes | corral edifici |         | 40° 45′ 35″ N, 0° 25′ 27″ E / 40.7598505166271°N,0.42410555165304°E  |           |                     | Modifica les dades a Wikidata |
|        | corral del Bou          | Roquetes | corral edifici |         | 40° 47′ 09″ N, 0° 27′ 06″ E / 40.7858924695205°N,0.451764951940935°E |           |                     | Modifica les dades a Wikidata |
|        | corral del Burrero      | Roquetes | corral         |         | 40° 46′ 58″ N, 0° 26′ 32″ E / 40.7827336053349°N,0.442121519145479°E |           |                     | Modifica les dades a Wikidata |
|        | corral del Carrascalenc | Roquetes | corral edifici |         | 40° 47′ 02″ N, 0° 28′ 35″ E / 40.783917918069°N,0.476251566310019°E  |           |                     | Modifica les dades a Wikidata |
|        | corral del Foro         | Roquetes | corral edifici |         | 40° 45′ 39″ N, 0° 18′ 25″ E / 40.7608489396155°N,0.306935695047395°E |           |                     | Modifica les dades a Wikidata |
|        | corral del Loro         | Roquetes | corral         |         | 40° 49′ 38″ N, 0° 25′ 02″ E / 40.8271168525277°N,0.417281400031948°E |           |                     | Modifica les dades a Wikidata |
|        | corral del Margato      | Roquetes | corral edifici |         | 40° 46′ 04″ N, 0° 18′ 17″ E / 40.7676998642448°N,0.304858206553439°E |           |                     | Modifica les dades a Wikidata |
|        | corral del Moc          | Roquetes | corral edifici |         | 40° 47′ 40″ N, 0° 24′ 27″ E / 40.7945014566261°N,0.407631033781643°E |           |                     | Modifica les dades a Wikidata |
|        | corral del Morenillo    | Roquetes | corral         |         | 40° 44′ 53″ N, 0° 27′ 20″ E / 40.7480030900543°N,0.455628881922591°E |           |                     | Modifica les dades a Wikidata |
|        | corral del Pinzà        | Roquetes | corral edifici |         | 40° 49′ 52″ N, 0° 27′ 20″ E / 40.8310651709959°N,0.455501935873091°E |           |                     | Modifica les dades a Wikidata |
|        | corral del Xocolato     | Roquetes | corral         |         | 40° 47′ 28″ N, 0° 24′ 16″ E / 40.79101273814°N,0.40442351588414°E    |           |                     | Modifica les dades a Wikidata |

## cova
| imatge | Nom                    | Ubicat a | instància de | Detalls | coordenades                                                          | Protecció                                  | Commons (més fotos) | Dades a WD                    |
| ------ | ---------------------- | -------- | ------------ | ------- | -------------------------------------------------------------------- | ------------------------------------------ | ------------------- | ----------------------------- |
|        | Cova Avellanes         | Roquetes | cova         |         | 40° 47′ 29″ N, 0° 18′ 35″ E / 40.7913593521369°N,0.309779238858763°E |                                            |                     | Modifica les dades a Wikidata |
|        | Cova Cambra            | Roquetes | cova         |         | 40° 48′ 23″ N, 0° 18′ 16″ E / 40.8064751664058°N,0.304462492478815°E |                                            |                     | Modifica les dades a Wikidata |
|        | Cova Ebre              | Roquetes | cova         |         | 40° 47′ 05″ N, 0° 20′ 09″ E / 40.7848583264201°N,0.335862962983655°E |                                            |                     | Modifica les dades a Wikidata |
|        | Cova Pintada           | Roquetes | cova         |         | 40° 46′ 52″ N, 0° 20′ 49″ E / 40.7810354036633°N,0.347023881347263°E |                                            |                     | Modifica les dades a Wikidata |
|        | Coves Roges            | Roquetes | cova         |         | 40° 47′ 55″ N, 0° 18′ 17″ E / 40.7987094090904°N,0.304776883058702°E |                                            |                     | Modifica les dades a Wikidata |
|        | Covetes d'en Gascó     | Roquetes | cova         |         | 40° 46′ 05″ N, 0° 19′ 41″ E / 40.7679858036251°N,0.327983841571229°E |                                            |                     | Modifica les dades a Wikidata |
|        | Forats de la Caramella | Roquetes | cova         |         | 40° 48′ 28″ N, 0° 22′ 53″ E / 40.807832760856°N,0.38135275044464°E   |                                            |                     | Modifica les dades a Wikidata |
|        | cova de Bessa          | Roquetes | cova         |         | 40° 46′ 50″ N, 0° 21′ 25″ E / 40.7804181233216°N,0.357013692434253°E |                                            |                     | Modifica les dades a Wikidata |
|        | cova de Caro           | Roquetes | cova         |         | 40° 47′ 42″ N, 0° 21′ 28″ E / 40.7950445711239°N,0.357748879462168°E |                                            |                     | Modifica les dades a Wikidata |
|        | cova de l'Esquirol     | Roquetes | cova         |         | 40° 50′ 04″ N, 0° 25′ 35″ E / 40.83456879931°N,0.426277650914986°E   |                                            |                     | Modifica les dades a Wikidata |
|        | cova de l'Hedera       | Roquetes | cova         |         | 40° 46′ 34″ N, 0° 22′ 47″ E / 40.7760476129634°N,0.379817687663818°E |                                            |                     | Modifica les dades a Wikidata |
|        | cova de l'Hospital     | Roquetes | cova         |         | 40° 45′ 56″ N, 0° 20′ 03″ E / 40.7654596643982°N,0.334032071982628°E |                                            |                     | Modifica les dades a Wikidata |
|        | cova de la Palla       | Roquetes | cova         |         | 40° 48′ 05″ N, 0° 21′ 28″ E / 40.8013800637335°N,0.357900484392089°E |                                            |                     | Modifica les dades a Wikidata |
|        | cova del Baladre       | Roquetes | cova         |         | 40° 48′ 07″ N, 0° 22′ 48″ E / 40.8018861772578°N,0.380081290175915°E |                                            |                     | Modifica les dades a Wikidata |
|        | cova del Rastre        | Roquetes | cova         |         | 40° 48′ 02″ N, 0° 17′ 00″ E / 40.8006759015471°N,0.283409662273513°E |                                            |                     | Modifica les dades a Wikidata |
|        | cova del Vidre         | Roquetes | cova         |         | 40° 46′ 22″ N, 0° 18′ 55″ E / 40.77278°N,0.315306°E                  | bé integrant del patrimoni cultural català |                     | Modifica les dades a Wikidata |
|        | cova del Vidre         | Roquetes | cova         |         | 40° 46′ 24″ N, 0° 18′ 56″ E / 40.7733165005381°N,0.315507501402865°E |                                            |                     | Modifica les dades a Wikidata |
|        | coves de Carreretes    | Roquetes | cova         |         | 40° 49′ 26″ N, 0° 24′ 30″ E / 40.8238079203145°N,0.408303608438966°E |                                            |                     | Modifica les dades a Wikidata |
|        | los Forats             | Roquetes | cova         |         | 40° 48′ 09″ N, 0° 18′ 14″ E / 40.8025602413337°N,0.303826839748744°E |                                            |                     | Modifica les dades a Wikidata |

## curs d'aigua
| imatge | Nom                  | Ubicat a                                                       | instància de | Detalls         | coordenades                                                                                               | Protecció | Commons (més fotos) | Dades a WD                    |
| ------ | -------------------- | -------------------------------------------------------------- | ------------ | --------------- | --- | --------- | ------------------- | ----------------------------- |
|        | barranc de la Conca  | Roquetes                                                       | curs d'aigua | Llarg: 3.4km    | 40° 48′ 31″ N, 0° 21′ 16″ E / 40.8085°N,0.354417°E                                                        |           |                     | Modifica les dades a Wikidata |
|        | barranc de la Galera | Roquetes Mas de Barberans la Galera Godall Masdenverge Tortosa | curs d'aigua | Desemboca: Ebre | 40° 46′ 20″ N, 0° 17′ 18″ E / 40.772219°N,0.288423°E 40° 45′ 17″ N, 0° 32′ 41″ E / 40.754681°N,0.544711°E |           |                     | Modifica les dades a Wikidata |

## edifici
| imatge | Nom                                   | Ubicat a | instància de | Detalls                        | coordenades                                                                      | Protecció                                  | Commons (més fotos)                   | Dades a WD                    |
| ------ | ------------------------------------- | -------- | ------------ | ------------------------------ | -------------------------------------------------------------------------------- | ------------------------------------------ | ------------------------------------- | ----------------------------- |
|        | edifici d'oficines d'Indústries IMSSA | Roquetes | edifici      | 1970                           | 40° 48′ 29″ N, 0° 29′ 41″ E / 40.80819°N,0.494617°E ca:C. del Sagrat Cor 25 msnm | bé integrant del patrimoni cultural català | Edifici d'oficines d'Indústries IMSSA | Modifica les dades a Wikidata |
|        | escorxador de Roquetes                | Roquetes | edifici      | Estil: arquitectura modernista | 40° 49′ 30″ N, 0° 30′ 00″ E / 40.8249°N,0.500107°E 25 msnm                       | bé integrant del patrimoni cultural català | Escorxador de Roquetes                | Modifica les dades a Wikidata |

## entitat singular de població
| imatge | Nom             | Ubicat a | instància de                                   | Detalls  | coordenades                                                                    | Protecció | Commons (més fotos) | Dades a WD                    |
| ------ | --------------- | -------- | ---------------------------------------------- | -------- | ------------------------------------------------------------------------------ | --------- | ------------------- | ----------------------------- |
|        | Raval de Cristo | Roquetes | entitat singular de població                   | 2031 hab | 40° 48′ 14″ N, 0° 29′ 55″ E / 40.80388888888889°N,0.4986111111111111°E 14 msnm |           | Raval de Crist      | Modifica les dades a Wikidata |
|        | Roquetes        | Roquetes | entitat singular de població capital municipal | 6343 hab | 40° 49′ 13″ N, 0° 30′ 12″ E / 40.82039061°N,0.50335187°E 12 msnm               |           |                     | Modifica les dades a Wikidata |

## església
| imatge | Nom                              | Ubicat a | instància de    | Detalls                           | coordenades                                                                                         | Protecció                                  | Commons (més fotos)                         | Dades a WD                    |
| ------ | -------------------------------- | -------- | --------------- | --------------------------------- | --------------------------------------------------------------------------------------------------- | ------------------------------------------ | ------------------------------------------- | ----------------------------- |
|        | Mare de Déu del Carme            | Roquetes | església ermita |                                   | 40° 46′ 28″ N, 0° 28′ 15″ E / 40.774524°N,0.470926°E 73 msnm                                        |                                            |                                             | Modifica les dades a Wikidata |
|        | Mare de Déu del Mascar           | Roquetes | església ermita |                                   | 40° 48′ 14″ N, 0° 19′ 25″ E / 40.804°N,0.323501°E ca:Vall del Mascar 1050 msnm                      |                                            |                                             | Modifica les dades a Wikidata |
|        | Sant Antoni de Roquetes          | Roquetes | església        |                                   | 40° 49′ 13″ N, 0° 30′ 11″ E / 40.8204°N,0.50303°E                                                   | bé integrant del patrimoni cultural català | Sant Antoni de Pàdua de Roquetes            | Modifica les dades a Wikidata |
|        | Sant Antoni dels Ermitans        | Roquetes | església        |                                   | 40° 47′ 12″ N, 0° 28′ 17″ E / 40.786609°N,0.471439°E ca:Esquerra del barranc de Sant Antoni 62 msnm |                                            |                                             | Modifica les dades a Wikidata |
|        | església del Sagrat Cor de Jesús | Roquetes | església        | Estil: historicisme arquitectònic | 40° 48′ 33″ N, 0° 29′ 43″ E / 40.8091°N,0.495245°E ca:Raval de Crist. Pl. Pare Cirera, 4            | bé integrant del patrimoni cultural català | Església del Sagrat Cor de Jesús (Roquetes) | Modifica les dades a Wikidata |

## font
| imatge | Nom                    | Ubicat a | instància de | Detalls | coordenades                                                          | Protecció | Commons (més fotos) | Dades a WD                    |
| ------ | ---------------------- | -------- | ------------ | ------- | -------------------------------------------------------------------- | --------- | ------------------- | ----------------------------- |
|        | font de Cova Avellanes | Roquetes | font         |         | 40° 47′ 14″ N, 0° 18′ 24″ E / 40.7873438923771°N,0.306765491328957°E |           |                     | Modifica les dades a Wikidata |
|        | font de la Llagosta    | Roquetes | font         |         | 40° 46′ 18″ N, 0° 18′ 23″ E / 40.7717266272854°N,0.306425142701149°E |           |                     | Modifica les dades a Wikidata |
|        | font del Bosc          | Roquetes | font         |         | 40° 45′ 42″ N, 0° 18′ 06″ E / 40.7617716165413°N,0.301709932676787°E |           |                     | Modifica les dades a Wikidata |
|        | font del Gel           | Roquetes | font         |         | 40° 48′ 53″ N, 0° 22′ 12″ E / 40.8146730471335°N,0.37004624067509°E  |           |                     | Modifica les dades a Wikidata |

## granja
| imatge | Nom                                | Ubicat a | instància de | Detalls | coordenades                                                                  | Protecció | Commons (més fotos) | Dades a WD                    |
| ------ | ---------------------------------- | -------- | ------------ | ------- | ---------------------------------------------------------------------------- | --------- | ------------------- | ----------------------------- |
|        | Granges d'Avigresa                 | Roquetes | granja       |         | 40° 46′ 47″ N, 0° 26′ 47″ E / 40.779801311496°N,0.446369479739051°E          |           |                     | Modifica les dades a Wikidata |
|        | Granges de Balbino                 | Roquetes | granja       |         | 40° 47′ 54″ N, 0° 26′ 02″ E / 40.7984097451443°N,0.433767892453456°E         |           |                     | Modifica les dades a Wikidata |
|        | Granges de Fabra de les Parellades | Roquetes | granja       |         | 40° 47′ 48″ N, 0° 26′ 39″ E / 40.7967597628993°N,0.444237793280691°E         |           |                     | Modifica les dades a Wikidata |
|        | Granges de Romero                  | Roquetes | granja       |         | 40° 46′ 39″ N, 0° 26′ 34″ E / 40.777460213854°N,0.442867365545°E             |           |                     | Modifica les dades a Wikidata |
|        | Granges del Gallet                 | Roquetes | granja       |         | 40° 49′ 44″ N, 0° 28′ 03″ E / 40.8288069221174°N,0.467481938916212°E         |           |                     | Modifica les dades a Wikidata |
|        | Granja Sant Antoni                 | Roquetes | granja       |         | 40° 46′ 58″ N, 0° 28′ 08″ E / 40.7826696206916°N,0.469023048772633°E 69 msnm |           |                     | Modifica les dades a Wikidata |
|        | Granja Sota Caro                   | Roquetes | granja       |         | 40° 46′ 19″ N, 0° 28′ 22″ E / 40.771812891605°N,0.47270344316775°E           |           |                     | Modifica les dades a Wikidata |
|        | Granja d'Astorà                    | Roquetes | granja       |         | 40° 45′ 20″ N, 0° 27′ 20″ E / 40.7554865623432°N,0.455556623940925°E         |           |                     | Modifica les dades a Wikidata |
|        | Granja d'Ernesto Sabater           | Roquetes | granja       |         | 40° 44′ 22″ N, 0° 25′ 46″ E / 40.7393368787547°N,0.429575169004413°E         |           |                     | Modifica les dades a Wikidata |
|        | Granja de Costa                    | Roquetes | granja       |         | 40° 49′ 04″ N, 0° 26′ 09″ E / 40.8178923085881°N,0.435791061355102°E         |           |                     | Modifica les dades a Wikidata |
|        | Granja de Garranxes                | Roquetes | granja       |         | 40° 48′ 03″ N, 0° 26′ 59″ E / 40.8008886014263°N,0.449685818238763°E         |           |                     | Modifica les dades a Wikidata |
|        | Granja de Jiménez                  | Roquetes | granja       |         | 40° 46′ 12″ N, 0° 28′ 22″ E / 40.770012946234°N,0.47277168629075°E           |           |                     | Modifica les dades a Wikidata |
|        | Granja de Joan de Mascarell        | Roquetes | granja       |         | 40° 47′ 33″ N, 0° 28′ 37″ E / 40.7924702129913°N,0.47686382960715°E          |           |                     | Modifica les dades a Wikidata |
|        | Granja de Mingo                    | Roquetes | granja       |         | 40° 48′ 05″ N, 0° 25′ 44″ E / 40.801469084483°N,0.42890722908448°E           |           |                     | Modifica les dades a Wikidata |
|        | Granja de Màrio                    | Roquetes | granja       |         | 40° 45′ 58″ N, 0° 25′ 23″ E / 40.766212943834°N,0.42315937099235°E           |           |                     | Modifica les dades a Wikidata |
|        | Granja de Paco de la Boixana       | Roquetes | granja       |         | 40° 47′ 34″ N, 0° 27′ 57″ E / 40.7927478506873°N,0.465700929732892°E         |           |                     | Modifica les dades a Wikidata |
|        | Granja de Pandorga                 | Roquetes | granja       |         | 40° 50′ 09″ N, 0° 26′ 35″ E / 40.8358158679431°N,0.443057684937026°E         |           |                     | Modifica les dades a Wikidata |
|        | Granja de Ramon Capellades         | Roquetes | granja       |         | 40° 49′ 31″ N, 0° 25′ 00″ E / 40.8253225089497°N,0.416793763172264°E         |           |                     | Modifica les dades a Wikidata |
|        | Granja de Remolins                 | Roquetes | granja       |         | 40° 48′ 25″ N, 0° 27′ 35″ E / 40.806949375506°N,0.459837880037941°E          |           |                     | Modifica les dades a Wikidata |
|        | Granja de Salom                    | Roquetes | granja       |         | 40° 45′ 23″ N, 0° 25′ 44″ E / 40.7563303994351°N,0.429026930410849°E         |           |                     | Modifica les dades a Wikidata |
|        | Granja de Saragossa                | Roquetes | granja       |         | 40° 48′ 36″ N, 0° 28′ 23″ E / 40.8101030262979°N,0.473006678521312°E         |           |                     | Modifica les dades a Wikidata |
|        | Granja de Vítol                    | Roquetes | granja       |         | 40° 50′ 12″ N, 0° 26′ 22″ E / 40.8367504953659°N,0.439309745786361°E         |           |                     | Modifica les dades a Wikidata |
|        | Granja de la Climent               | Roquetes | granja       |         | 40° 45′ 47″ N, 0° 26′ 57″ E / 40.7631469650254°N,0.449222690989596°E         |           |                     | Modifica les dades a Wikidata |
|        | Granja del Baconer                 | Roquetes | granja       |         | 40° 50′ 12″ N, 0° 25′ 46″ E / 40.8367110942986°N,0.429444222998139°E         |           |                     | Modifica les dades a Wikidata |
|        | Granja del Coixo de Risa           | Roquetes | granja       |         | 40° 47′ 15″ N, 0° 27′ 02″ E / 40.7874533770413°N,0.450662389329934°E         |           |                     | Modifica les dades a Wikidata |
|        | Granja del Pollastre               | Roquetes | granja       |         | 40° 45′ 19″ N, 0° 27′ 16″ E / 40.755196973627°N,0.45438147838956°E           |           |                     | Modifica les dades a Wikidata |
|        | Granja del Sec                     | Roquetes | granja       |         | 40° 48′ 40″ N, 0° 26′ 02″ E / 40.8110574188153°N,0.433837523286397°E         |           |                     | Modifica les dades a Wikidata |
|        | Granja dels Pallissos              | Roquetes | granja       |         | 40° 49′ 54″ N, 0° 26′ 34″ E / 40.8315914829491°N,0.442650874548867°E         |           |                     | Modifica les dades a Wikidata |
|        | Granja dels Tanets                 | Roquetes | granja       |         | 40° 45′ 56″ N, 0° 26′ 10″ E / 40.765603180606°N,0.43621422215818°E           |           |                     | Modifica les dades a Wikidata |

## masia
| imatge | Nom                          | Ubicat a | instància de | Detalls                     | coordenades                                                          | Protecció                                  | Commons (més fotos) | Dades a WD                    |
| ------ | ---------------------------- | -------- | ------------ | --------------------------- | -------------------------------------------------------------------- | ------------------------------------------ | ------------------- | ----------------------------- |
|        | Casa de Carvallo             | Roquetes | masia        |                             | 40° 48′ 17″ N, 0° 23′ 15″ E / 40.8048168572711°N,0.387374502631343°E |                                            |                     | Modifica les dades a Wikidata |
|        | Casa de Pandorga             | Roquetes | masia        |                             | 40° 50′ 05″ N, 0° 26′ 36″ E / 40.8346943454403°N,0.443254971117931°E |                                            |                     | Modifica les dades a Wikidata |
|        | Casa de Pepe lo Casso        | Roquetes | masia        |                             | 40° 45′ 55″ N, 0° 27′ 13″ E / 40.7651563791606°N,0.453742330227067°E |                                            |                     | Modifica les dades a Wikidata |
|        | Casa de Ruscles              | Roquetes | masia        |                             | 40° 50′ 16″ N, 0° 26′ 05″ E / 40.8377899000936°N,0.434608892200915°E |                                            |                     | Modifica les dades a Wikidata |
|        | Casa de la Càrdenes          | Roquetes | masia        |                             | 40° 44′ 47″ N, 0° 25′ 26″ E / 40.746523072442°N,0.423850381881047°E  |                                            |                     | Modifica les dades a Wikidata |
|        | Casa de les Caderneres       | Roquetes | masia        |                             | 40° 50′ 24″ N, 0° 25′ 31″ E / 40.8399514967097°N,0.425310282720725°E |                                            |                     | Modifica les dades a Wikidata |
|        | Casa del Camp                | Roquetes | masia        |                             | 40° 46′ 19″ N, 0° 26′ 20″ E / 40.7718277603353°N,0.438962015774642°E |                                            |                     | Modifica les dades a Wikidata |
|        | Casa del Tiritxano           | Roquetes | masia        |                             | 40° 48′ 00″ N, 0° 29′ 07″ E / 40.800078533637°N,0.485394164411817°E  |                                            |                     | Modifica les dades a Wikidata |
|        | Casa dels Trulls             | Roquetes | masia        |                             | 40° 46′ 02″ N, 0° 27′ 11″ E / 40.7673090989547°N,0.452925593300956°E |                                            |                     | Modifica les dades a Wikidata |
|        | Casa forestal de la Vall     | Roquetes | masia        |                             | 40° 45′ 52″ N, 0° 18′ 33″ E / 40.7645548799293°N,0.309036811554559°E |                                            |                     | Modifica les dades a Wikidata |
|        | Cases de Casquet de Ferro    | Roquetes | masia        |                             | 40° 45′ 32″ N, 0° 24′ 37″ E / 40.7588281314207°N,0.410226563946087°E |                                            |                     | Modifica les dades a Wikidata |
|        | Cases del Garrigó            | Roquetes | masia        |                             | 40° 48′ 17″ N, 0° 29′ 26″ E / 40.8047115420734°N,0.490505979916633°E |                                            |                     | Modifica les dades a Wikidata |
|        | Caseta d'Ulleig              | Roquetes | masia        |                             | 40° 46′ 06″ N, 0° 18′ 32″ E / 40.7683694783529°N,0.308847285485309°E |                                            |                     | Modifica les dades a Wikidata |
|        | Caseta de Cabossa            | Roquetes | masia        |                             | 40° 44′ 39″ N, 0° 26′ 52″ E / 40.744240528324°N,0.4476938438207°E    |                                            |                     | Modifica les dades a Wikidata |
|        | Caseta dels Gasos            | Roquetes | masia        |                             | 40° 45′ 42″ N, 0° 26′ 57″ E / 40.7615755258319°N,0.449034038365658°E |                                            |                     | Modifica les dades a Wikidata |
|        | Casetes de les Granges       | Roquetes | masia        |                             | 40° 47′ 45″ N, 0° 26′ 33″ E / 40.795737850727°N,0.442428078193417°E  |                                            |                     | Modifica les dades a Wikidata |
|        | Corral d'Arinyo              | Roquetes | masia        |                             | 40° 46′ 07″ N, 0° 24′ 03″ E / 40.7687481779923°N,0.40075436549765°E  |                                            |                     | Modifica les dades a Wikidata |
|        | Corral d'Eusébio             | Roquetes | masia        |                             | 40° 44′ 58″ N, 0° 25′ 33″ E / 40.7494679440054°N,0.42584486682221°E  |                                            |                     | Modifica les dades a Wikidata |
|        | Corral de Clemente           | Roquetes | masia        |                             | 40° 44′ 56″ N, 0° 27′ 02″ E / 40.7489907853868°N,0.450593121346856°E |                                            |                     | Modifica les dades a Wikidata |
|        | Corral de Ferreres           | Roquetes | masia        |                             | 40° 45′ 51″ N, 0° 24′ 57″ E / 40.7642241995214°N,0.415880978306029°E |                                            |                     | Modifica les dades a Wikidata |
|        | Corral de Ganduls            | Roquetes | masia        |                             | 40° 49′ 43″ N, 0° 24′ 41″ E / 40.8286033444987°N,0.411270997510163°E |                                            |                     | Modifica les dades a Wikidata |
|        | Corral del Cacauero          | Roquetes | masia        |                             | 40° 49′ 21″ N, 0° 24′ 29″ E / 40.8224516368441°N,0.408071875052305°E |                                            |                     | Modifica les dades a Wikidata |
|        | Corral del Retoret           | Roquetes | masia        |                             | 40° 45′ 09″ N, 0° 24′ 55″ E / 40.7524661293802°N,0.415317946549746°E |                                            |                     | Modifica les dades a Wikidata |
|        | Mas d'Ansedor                | Roquetes | masia        |                             | 40° 47′ 10″ N, 0° 28′ 40″ E / 40.7861208105231°N,0.477720530651011°E |                                            |                     | Modifica les dades a Wikidata |
|        | Mas d'Arasa                  | Roquetes | masia        |                             | 40° 49′ 32″ N, 0° 24′ 30″ E / 40.8256631032946°N,0.408290625412031°E |                                            |                     | Modifica les dades a Wikidata |
|        | Mas d'Eusèbio                | Roquetes | masia        |                             | 40° 44′ 55″ N, 0° 25′ 31″ E / 40.7487170410099°N,0.425293499641055°E |                                            |                     | Modifica les dades a Wikidata |
|        | Mas de Barragan              | Roquetes | masia        |                             | 40° 47′ 59″ N, 0° 28′ 15″ E / 40.7996051410377°N,0.470750052128756°E |                                            |                     | Modifica les dades a Wikidata |
|        | Mas de Cesàrio               | Roquetes | masia        |                             | 40° 46′ 07″ N, 0° 22′ 31″ E / 40.7685063837254°N,0.375363403486943°E |                                            |                     | Modifica les dades a Wikidata |
|        | Mas de Cullerer              | Roquetes | masia        |                             | 40° 46′ 11″ N, 0° 17′ 11″ E / 40.7695907144017°N,0.286394809909851°E |                                            |                     | Modifica les dades a Wikidata |
|        | Mas de Ganxo                 | Roquetes | masia        |                             | 40° 46′ 46″ N, 0° 24′ 37″ E / 40.779410320676°N,0.410256269697937°E  |                                            |                     | Modifica les dades a Wikidata |
|        | Mas de Llobera               | Roquetes | masia        |                             | 40° 46′ 01″ N, 0° 18′ 04″ E / 40.7670021530819°N,0.301213904465783°E |                                            |                     | Modifica les dades a Wikidata |
|        | Mas de Llobereta             | Roquetes | masia        |                             | 40° 46′ 02″ N, 0° 17′ 48″ E / 40.767145°N,0.296755°E                 |                                            |                     | Modifica les dades a Wikidata |
|        | Mas de Lloret                | Roquetes | masia        |                             | 40° 46′ 03″ N, 0° 22′ 38″ E / 40.7675653323234°N,0.377153812125752°E |                                            |                     | Modifica les dades a Wikidata |
|        | Mas de Masó                  | Roquetes | masia        |                             | 40° 46′ 18″ N, 0° 21′ 42″ E / 40.7717138710892°N,0.361588509404726°E |                                            |                     | Modifica les dades a Wikidata |
|        | Mas de Mentirola             | Roquetes | masia        |                             | 40° 46′ 14″ N, 0° 22′ 07″ E / 40.7706842108°N,0.368560084503786°E    |                                            |                     | Modifica les dades a Wikidata |
|        | Mas de Paraigües             | Roquetes | masia        |                             | 40° 46′ 06″ N, 0° 20′ 05″ E / 40.7683837971866°N,0.334673343984519°E |                                            |                     | Modifica les dades a Wikidata |
|        | Mas de Pep Manel             | Roquetes | masia        |                             | 40° 46′ 24″ N, 0° 21′ 37″ E / 40.773394158181°N,0.360230558923092°E  |                                            |                     | Modifica les dades a Wikidata |
|        | Mas de Petroni               | Roquetes | masia        |                             | 40° 45′ 07″ N, 0° 18′ 38″ E / 40.7519267693169°N,0.310576802270831°E |                                            |                     | Modifica les dades a Wikidata |
|        | Mas de Xaco                  | Roquetes | masia        |                             | 40° 47′ 18″ N, 0° 22′ 16″ E / 40.7882172057619°N,0.371150252427788°E |                                            |                     | Modifica les dades a Wikidata |
|        | Mas de l'Higuita             | Roquetes | masia        |                             | 40° 47′ 02″ N, 0° 22′ 44″ E / 40.7839010256421°N,0.378987463600243°E |                                            |                     | Modifica les dades a Wikidata |
|        | Mas de la Taulesa            | Roquetes | masia        |                             | 40° 44′ 40″ N, 0° 25′ 56″ E / 40.7443837833186°N,0.432128313168567°E |                                            |                     | Modifica les dades a Wikidata |
|        | Mas del Barró                | Roquetes | masia        |                             | 40° 45′ 42″ N, 0° 17′ 53″ E / 40.7617700340174°N,0.298179926801977°E |                                            |                     | Modifica les dades a Wikidata |
|        | Mas del Blanco               | Roquetes | masia        |                             | 40° 46′ 23″ N, 0° 21′ 42″ E / 40.7730560798907°N,0.361594617431942°E |                                            |                     | Modifica les dades a Wikidata |
|        | Mas del Canonge              | Roquetes | masia        |                             | 40° 47′ 01″ N, 0° 26′ 58″ E / 40.7836323273542°N,0.449351048901065°E |                                            |                     | Modifica les dades a Wikidata |
|        | Mas del Cansalader           | Roquetes | masia        |                             | 40° 46′ 21″ N, 0° 21′ 05″ E / 40.7723894179132°N,0.351372622524938°E |                                            |                     | Modifica les dades a Wikidata |
|        | Mas del Frare                | Roquetes | masia        |                             | 40° 45′ 56″ N, 0° 16′ 47″ E / 40.7654193027976°N,0.279847649326666°E |                                            |                     | Modifica les dades a Wikidata |
|        | Mas del Moliner              | Roquetes | masia        |                             | 40° 45′ 37″ N, 0° 19′ 17″ E / 40.760294191381°N,0.32151598642806°E   |                                            |                     | Modifica les dades a Wikidata |
|        | Mas del Tio Parra            | Roquetes | masia        |                             | 40° 46′ 22″ N, 0° 21′ 48″ E / 40.7727470798485°N,0.363443276323277°E |                                            |                     | Modifica les dades a Wikidata |
|        | Mas del Xocolato             | Roquetes | masia        |                             | 40° 46′ 38″ N, 0° 23′ 04″ E / 40.7771283567278°N,0.384573928930461°E |                                            |                     | Modifica les dades a Wikidata |
|        | Maset d'Enric                | Roquetes | masia        |                             | 40° 45′ 07″ N, 0° 18′ 42″ E / 40.7518640940405°N,0.311751897920609°E |                                            |                     | Modifica les dades a Wikidata |
|        | Masets de Silvestre          | Roquetes | masia        |                             | 40° 45′ 14″ N, 0° 19′ 16″ E / 40.7540122912543°N,0.321235679824323°E |                                            |                     | Modifica les dades a Wikidata |
|        | Masos de Caguitos            | Roquetes | masia        |                             | 40° 46′ 07″ N, 0° 16′ 34″ E / 40.7686474717372°N,0.276185494010292°E |                                            |                     | Modifica les dades a Wikidata |
|        | Molí de Moc                  | Roquetes | masia        |                             | 40° 44′ 55″ N, 0° 24′ 03″ E / 40.7486102091796°N,0.400852243506169°E |                                            |                     | Modifica les dades a Wikidata |
|        | Molí de Narcís               | Roquetes | masia        |                             | 40° 46′ 01″ N, 0° 22′ 42″ E / 40.7670454497276°N,0.378453733932099°E |                                            |                     | Modifica les dades a Wikidata |
|        | Molí del Mig                 | Roquetes | masia        |                             | 40° 45′ 20″ N, 0° 23′ 18″ E / 40.7554762907764°N,0.388206772598305°E |                                            |                     | Modifica les dades a Wikidata |
|        | Torre de Gil                 | Roquetes | masia        |                             | 40° 49′ 06″ N, 0° 29′ 44″ E / 40.8183879669598°N,0.495633885040548°E |                                            |                     | Modifica les dades a Wikidata |
|        | Xalet de Bau                 | Roquetes | masia        |                             | 40° 48′ 17″ N, 0° 19′ 21″ E / 40.8046280293748°N,0.32260206058891°E  |                                            |                     | Modifica les dades a Wikidata |
|        | Xalet de Marcel·lino Domingo | Roquetes | masia        |                             | 40° 49′ 14″ N, 0° 28′ 17″ E / 40.8206512358944°N,0.471396769710635°E |                                            |                     | Modifica les dades a Wikidata |
|        | Xalet de Salero              | Roquetes | masia        |                             | 40° 48′ 01″ N, 0° 19′ 30″ E / 40.8002081718063°N,0.325043668667865°E |                                            |                     | Modifica les dades a Wikidata |
|        | Xalet de Torres              | Roquetes | masia        |                             | 40° 47′ 54″ N, 0° 19′ 24″ E / 40.798231129711°N,0.323297819618873°E  |                                            |                     | Modifica les dades a Wikidata |
|        | lo Racó d'Omedo              | Roquetes | masia        |                             | 40° 47′ 46″ N, 0° 29′ 19″ E / 40.7962026596398°N,0.488574690968775°E |                                            |                     | Modifica les dades a Wikidata |
|        | los Trulls                   | Roquetes | masia        |                             | 40° 45′ 59″ N, 0° 27′ 11″ E / 40.7662667039487°N,0.453036499203516°E |                                            |                     | Modifica les dades a Wikidata |
|        | mas dels Canonges            | Roquetes | masia        | Estil: arquitectura popular | 40° 47′ 07″ N, 0° 27′ 40″ E / 40.7854°N,0.461101°E                   | bé integrant del patrimoni cultural català |                     | Modifica les dades a Wikidata |

## mina
| imatge | Nom                    | Ubicat a | instància de | Detalls                     | coordenades | Protecció                                  | Commons (més fotos) | Dades a WD                    |
| ------ | ---------------------- | -------- | ------------ | --------------------------- | ----------- | ------------------------------------------ | ------------------- | ----------------------------- |
|        | Mina Solana de la Mina | Roquetes | mina         | Estil: arquitectura popular |             | bé integrant del patrimoni cultural català |                     | Modifica les dades a Wikidata |
|        | Mina de la Caramella   | Roquetes | mina         | Estil: arquitectura popular |             | bé integrant del patrimoni cultural català |                     | Modifica les dades a Wikidata |

## molí d'aigua
| imatge | Nom                | Ubicat a | instància de | Detalls                     | coordenades                                                        | Protecció                                  | Commons (més fotos) | Dades a WD                    |
| ------ | ------------------ | -------- | ------------ | --------------------------- | ------------------------------------------------------------------ | ------------------------------------------ | ------------------- | ----------------------------- |
|        | Molí de l'Alcàsser | Roquetes | molí d'aigua | Estil: arquitectura popular |                                                                    | bé integrant del patrimoni cultural català |                     | Modifica les dades a Wikidata |
|        | Molí de la Torta   | Roquetes | molí d'aigua |                             | 40° 46′ 04″ N, 0° 22′ 41″ E / 40.767898918003°N,0.37807564332635°E |                                            |                     | Modifica les dades a Wikidata |

## muntanya
| imatge | Nom                  | Ubicat a                  | instància de | Detalls | coordenades                                                                               | Protecció | Commons (més fotos)      | Dades a WD                    |
| ------ | -------------------- | ------------------------- | ------------ | ------- | ----------------------------------------------------------------------------------------- | --------- | ------------------------ | ----------------------------- |
|        | Catinell             | Roquetes la Sénia         | muntanya     |         | 40° 45′ 31″ N, 0° 17′ 23″ E / 40.75873°N,0.289653°E 1350 msnm                             |           |                          | Modifica les dades a Wikidata |
|        | Coll de la Garrofera | Roquetes                  | muntanya     |         | 40° 47′ 53″ N, 0° 23′ 19″ E / 40.7981°N,0.388703°E 602.5 msnm                             |           |                          | Modifica les dades a Wikidata |
|        | Mola Cantando        | Mas de Barberans Roquetes | muntanya     |         | 40° 45′ 36″ N, 0° 22′ 17″ E / 40.76000556°N,0.37144167°E ports de Tortosa-Beseit 607 msnm |           | Mola Cantando            | Modifica les dades a Wikidata |
|        | Mola Castellona      | Roquetes                  | muntanya     |         | 40° 47′ 59″ N, 0° 22′ 11″ E / 40.799761°N,0.369778°E 1034 msnm                            |           |                          | Modifica les dades a Wikidata |
|        | Mola Porquera        | Roquetes Tortosa          | muntanya     |         | 40° 47′ 27″ N, 0° 17′ 01″ E / 40.79083333°N,0.28352778°E 1070 msnm                        |           |                          | Modifica les dades a Wikidata |
|        | Mola Rabosera        | Roquetes                  | muntanya     |         | 40° 46′ 49″ N, 0° 22′ 42″ E / 40.7803°N,0.37825°E 519.1 msnm                              |           |                          | Modifica les dades a Wikidata |
|        | Mola de Lloret       | Roquetes                  | muntanya     |         | 40° 46′ 29″ N, 0° 22′ 34″ E / 40.77469444°N,0.37611111°E 582.8 msnm                       |           |                          | Modifica les dades a Wikidata |
|        | Mola de Matamoros    | Roquetes                  | muntanya     |         | 40° 46′ 28″ N, 0° 22′ 40″ E / 40.77458333°N,0.37763889°E 590.7 msnm                       |           |                          | Modifica les dades a Wikidata |
|        | Mola del Boix        | Roquetes                  | muntanya     |         | 40° 48′ 34″ N, 0° 21′ 10″ E / 40.809535°N,0.352841°E ports de Tortosa-Beseit 1334 msnm    |           | Mola del Boix (Roquetes) | Modifica les dades a Wikidata |
|        | Mola del Moro        | Roquetes                  | muntanya     |         | 40° 47′ 37″ N, 0° 21′ 51″ E / 40.7937°N,0.364278°E 936.4 msnm                             |           |                          | Modifica les dades a Wikidata |
|        | Moles del Roldorar   | Mas de Barberans Roquetes | muntanya     |         | 40° 45′ 31″ N, 0° 21′ 05″ E / 40.7587°N,0.351409°E 796.3 msnm                             |           |                          | Modifica les dades a Wikidata |
|        | Moleta Rodona        | Roquetes                  | muntanya     |         | 40° 47′ 59″ N, 0° 20′ 07″ E / 40.79966667°N,0.33513889°E 1358.3 msnm                      |           |                          | Modifica les dades a Wikidata |
|        | Moleta de l'Àliga    | Roquetes                  | muntanya     |         | 40° 47′ 49″ N, 0° 22′ 47″ E / 40.7969°N,0.379611°E 693.2 msnm                             |           |                          | Modifica les dades a Wikidata |
|        | Pany del Migdia      | Roquetes                  | muntanya     |         | 40° 47′ 46″ N, 0° 22′ 18″ E / 40.79622222°N,0.37163889°E 748.1 msnm                       |           |                          | Modifica les dades a Wikidata |
|        | Perepau              | Roquetes                  | muntanya     |         | 40° 46′ 44″ N, 0° 23′ 23″ E / 40.77894444°N,0.38975°E 450 msnm                            |           |                          | Modifica les dades a Wikidata |
|        | Roca Blanca          | Roquetes                  | muntanya     |         | 40° 46′ 45″ N, 0° 23′ 08″ E / 40.77902778°N,0.38541667°E 479.6 msnm                       |           |                          | Modifica les dades a Wikidata |
|        | Roca Blava           | Roquetes                  | muntanya     |         | 40° 45′ 34″ N, 0° 21′ 16″ E / 40.7595°N,0.354422°E 757.4 msnm                             |           |                          | Modifica les dades a Wikidata |
|        | Roca Xapada          | Roquetes                  | muntanya     |         | 40° 45′ 38″ N, 0° 19′ 51″ E / 40.76069444°N,0.33075°E 980.8 msnm                          |           |                          | Modifica les dades a Wikidata |
|        | Roca del Migdia      | Roquetes                  | muntanya     |         | 40° 47′ 48″ N, 0° 22′ 33″ E / 40.7967°N,0.375778°E 871.4 msnm                             |           |                          | Modifica les dades a Wikidata |
|        | el Caro              | Roquetes                  | muntanya     |         | 40° 48′ 11″ N, 0° 20′ 35″ E / 40.8031301137°N,0.343121075505°E 1442 msnm                  |           | Mont Caro                | Modifica les dades a Wikidata |
|        | el Rastell           | Roquetes                  | muntanya     |         | 40° 45′ 58″ N, 0° 23′ 22″ E / 40.7661°N,0.389306°E ports de Tortosa-Beseit 528 msnm       |           | El Rastell               | Modifica les dades a Wikidata |
|        | els Pallers          | Roquetes                  | muntanya     |         | 40° 47′ 33″ N, 0° 19′ 32″ E / 40.7925°N,0.325583°E 1260.5 msnm                            |           |                          | Modifica les dades a Wikidata |
|        | l'Espasí             | Roquetes                  | muntanya     |         | 40° 46′ 48″ N, 0° 22′ 18″ E / 40.77994444°N,0.37172222°E 592.7 msnm                       |           |                          | Modifica les dades a Wikidata |
|        | la Barcina           | Roquetes                  | muntanya     |         | 40° 48′ 49″ N, 0° 21′ 41″ E / 40.8137°N,0.36125°E ports de Tortosa-Beseit 1354 msnm       |           | La Barcina               | Modifica les dades a Wikidata |
|        | la Caramella         | Roquetes                  | muntanya     |         | 40° 48′ 49″ N, 0° 23′ 04″ E / 40.8136°N,0.384389°E 720.6 msnm                             |           |                          | Modifica les dades a Wikidata |
|        | la Fortalesa         | Roquetes Tortosa          | muntanya     |         | 40° 49′ 17″ N, 0° 22′ 47″ E / 40.82147222°N,0.37986111°E 856.9 msnm                       |           |                          | Modifica les dades a Wikidata |
|        | les Mirandes         | Roquetes la Sénia         | muntanya     |         | 40° 45′ 20″ N, 0° 17′ 35″ E / 40.75563889°N,0.29297222°E 1321.7 msnm                      |           |                          | Modifica les dades a Wikidata |

## nucli de població
| imatge | Nom                    | Ubicat a | instància de                                           | Detalls | coordenades                                                                 | Protecció | Commons (més fotos)      | Dades a WD                    |
| ------ | ---------------------- | -------- | ------------------------------------------------------ | ------- | --------------------------------------------------------------------------- | --------- | ------------------------ | ----------------------------- |
|        | Lloret                 | Roquetes | nucli de població                                      |         | 40° 46′ 23″ N, 0° 21′ 45″ E / 40.772947425449°N,0.36247485188676°E          |           |                          | Modifica les dades a Wikidata |
|        | Raval de la Mercè      | Roquetes | nucli de població                                      |         | 40° 49′ 06″ N, 0° 29′ 56″ E / 40.8184499365226°N,0.498903877179067°E        |           |                          | Modifica les dades a Wikidata |
|        | Xalets de les Crevetes | Roquetes | nucli de població                                      |         | 40° 47′ 43″ N, 0° 27′ 35″ E / 40.7953663957829°N,0.459853031278673°E        |           |                          | Modifica les dades a Wikidata |
|        | la Raval Nova          | Roquetes | nucli de població                                      |         | 40° 49′ 26″ N, 0° 30′ 01″ E / 40.82389°N,0.50024°E                          |           | La Raval Nova (Roquetes) | Modifica les dades a Wikidata |
|        | la Torre de Gil        | Roquetes | nucli de població nucli d'entitat singular de població | 318 hab | 40° 49′ 15″ N, 0° 29′ 52″ E / 40.820845467284°N,0.497640028863679°E 16 msnm |           |                          | Modifica les dades a Wikidata |
|        | los Pilans             | Roquetes | nucli de població nucli d'entitat singular de població | 299 hab | 40° 49′ 41″ N, 0° 27′ 30″ E / 40.82811946°N,0.458203312°E 96 msnm           |           |                          | Modifica les dades a Wikidata |

## polígon industrial
| imatge | Nom                            | Ubicat a | instància de       | Detalls | coordenades                                                          | Protecció | Commons (més fotos) | Dades a WD                    |
| ------ | ------------------------------ | -------- | ------------------ | ------- | -------------------------------------------------------------------- | --------- | ------------------- | ----------------------------- |
|        | Polígon industrial Ansedó      | Roquetes | polígon industrial |         | 40° 48′ 24″ N, 0° 29′ 41″ E / 40.8067142969079°N,0.494792815839809°E |           |                     | Modifica les dades a Wikidata |
|        | Polígon industrial La Ravaleta | Roquetes | polígon industrial |         | 40° 48′ 36″ N, 0° 30′ 36″ E / 40.810105502391°N,0.509969697307112°E  |           |                     | Modifica les dades a Wikidata |

## pont
| imatge | Nom                       | Ubicat a | instància de | Detalls | coordenades                                                          | Protecció | Commons (més fotos) | Dades a WD                    |
| ------ | ------------------------- | -------- | ------------ | ------- | -------------------------------------------------------------------- | --------- | ------------------- | ----------------------------- |
|        | Pont de Covalta           | Roquetes | pont         |         | 40° 47′ 43″ N, 0° 23′ 59″ E / 40.7952042162683°N,0.399639152509771°E |           |                     | Modifica les dades a Wikidata |
|        | Pont del Forcallet        | Roquetes | pont         |         | 40° 46′ 49″ N, 0° 25′ 32″ E / 40.7802909196186°N,0.425448443426271°E |           |                     | Modifica les dades a Wikidata |
|        | Pont del Pas de Berenguer | Roquetes | pont         |         | 40° 47′ 00″ N, 0° 26′ 51″ E / 40.7834649415742°N,0.447485165534404°E |           |                     | Modifica les dades a Wikidata |
|        | Pont dels Reguers         | Roquetes | pont         |         | 40° 50′ 07″ N, 0° 27′ 02″ E / 40.8351953425171°N,0.450422367639555°E |           |                     | Modifica les dades a Wikidata |

## serra
| imatge | Nom               | Ubicat a                  | instància de | Detalls | coordenades                                                                | Protecció | Commons (més fotos) | Dades a WD                    |
| ------ | ----------------- | ------------------------- | ------------ | ------- | -------------------------------------------------------------------------- | --------- | ------------------- | ----------------------------- |
|        | Marturi           | Roquetes                  | serra        |         | 40° 47′ 05″ N, 0° 19′ 15″ E / 40.7847°N,0.320722°E 1295.4 msnm             |           |                     | Modifica les dades a Wikidata |
|        | Moles de Raudorar | Roquetes Mas de Barberans | serra        |         | 40° 45′ 27″ N, 0° 20′ 43″ E / 40.757475°N,0.34515278°E 786.9 msnm          |           |                     | Modifica les dades a Wikidata |
|        | les Serrassoles   | Roquetes                  | serra        |         | 40° 46′ 25″ N, 0° 16′ 57″ E / 40.77366667°N,0.28258333°E 1336.1 msnm       |           |                     | Modifica les dades a Wikidata |
|        | los Curullons     | Mas de Barberans Roquetes | serra        |         | 40° 44′ 40″ N, 0° 18′ 49″ E / 40.7445°N,0.313708°E ports de Tortosa-Beseit |           | Los Curullons       | Modifica les dades a Wikidata |
|        | serra de Rastell  | Roquetes                  | serra        |         | 40° 47′ 25″ N, 0° 20′ 56″ E / 40.79013889°N,0.349025°E 1440.6 msnm         |           |                     | Modifica les dades a Wikidata |

## vèrtex geodèsic
| imatge | Nom         | Ubicat a | instància de    | Detalls    | coordenades                                                        | Protecció | Commons (més fotos) | Dades a WD                    |
| ------ | ----------- | -------- | --------------- | ---------- | ------------------------------------------------------------------ | --------- | ------------------- | ----------------------------- |
|        | Caro        | Roquetes | vèrtex geodèsic | Alt: 1.16m | 40° 48′ 12″ N, 0° 20′ 37″ E / 40.803375°N,0.343598°E 1442.315 msnm |           |                     | Modifica les dades a Wikidata |
|        | Observatori | Roquetes | vèrtex geodèsic | Alt: 1.2m  | 40° 49′ 13″ N, 0° 29′ 38″ E / 40.820178°N,0.493935°E 54.809 msnm   |           |                     | Modifica les dades a Wikidata |
|        | Restell     | Roquetes | vèrtex geodèsic | Alt: 1.2m  | 40° 45′ 58″ N, 0° 23′ 23″ E / 40.766083°N,0.389584°E 528.144 msnm  |           |                     | Modifica les dades a Wikidata |

## Misc
| imatge | Nom                                      | Ubicat a                                                                                                 | instància de                                           | Detalls                                                        | coordenades                                                                          | Protecció                                            | Commons (més fotos)                   | Dades a WD                    |
| ------ | ---------------------------------------- | --- | ------------------------------------------------------ | -------------------------------------------------------------- | ------------------------------------------------------------------------------------ | ---------------------------------------------------- | ------------------------------------- | ----------------------------- |
|        | Aeroport de les Terres de l'Ebre         | Roquetes                                                                                                 | aeroport proposat                                      |                                                                | 40° 45′ 06″ N, 0° 26′ 58″ E / 40.75168°N,0.44941°E                                   |                                                      |                                       | Modifica les dades a Wikidata |
|        | Ajuntament de Roquetes                   | Roquetes                                                                                                 | casa consistorial                                      | Estil: arquitectura eclèctica                                  | 40° 49′ 12″ N, 0° 30′ 18″ E / 40.8201°N,0.505017°E ca:carrer Canal, 11 8 msnm        | bé integrant del patrimoni cultural català           | Ajuntament de Roquetes                | Modifica les dades a Wikidata |
|        | Clot de l'Hospital                       | Roquetes                                                                                                 | jaciment arqueològic                                   |                                                                | 40° 46′ 01″ N, 0° 20′ 09″ E / 40.7670225°N,0.33579388888889°E                        | bé integrant del patrimoni cultural català           |                                       | Modifica les dades a Wikidata |
|        | Fita del Carme                           | Roquetes                                                                                                 | fita edifici històric                                  |                                                                | 40° 46′ 51″ N, 0° 28′ 35″ E / 40.7808312377225°N,0.476380323398729°E                 |                                                      |                                       | Modifica les dades a Wikidata |
|        | Font Cendrosa                            | Roquetes                                                                                                 | zona humida                                            | Superfície: 0.17ha                                             | 40° 45′ 06″ N, 0° 18′ 42″ E / 40.7517°N,0.311731°E                                   |                                                      |                                       | Modifica les dades a Wikidata |
|        | Parc natural dels Ports                  | Arnes Horta de Sant Joan Prat de Comte Alfara de Carles Paüls Roquetes Tortosa Mas de Barberans la Sénia | parc natural àrea protegida parc natural               | 2001 Superfície: 35050 35404.4537ha                            | 40° 48′ 28″ N, 0° 19′ 07″ E / 40.80783056°N,0.31860278°E                             |                                                      | Els Ports Natural Park                | Modifica les dades a Wikidata |
|        | Pla d'Avaria                             | Roquetes                                                                                                 | plana                                                  |                                                                | 40° 48′ 08″ N, 0° 19′ 18″ E / 40.802299°N,0.321705°E                                 |                                                      |                                       | Modifica les dades a Wikidata |
|        | Pou de la neu 3                          | Roquetes                                                                                                 | pou de neu                                             | Estil: arquitectura popular                                    |                                                                                      | bé integrant del patrimoni cultural català           |                                       | Modifica les dades a Wikidata |
|        | Teixos de Marturi                        | Roquetes                                                                                                 | arbre singular                                         | Taxon: teix (Taxus baccata) Ample: 9m Alt: 7m Perímetre: 5.82m | 40° 46′ 48″ N, 0° 18′ 47″ E / 40.77988°N,0.31307°E ca:Marturi-Port de Caro 1275 msnm | arbre monumental                                     | Teixos de Marturi                     | Modifica les dades a Wikidata |
|        | Torre de Riba-roja                       | Roquetes                                                                                                 | torre de defensa                                       |                                                                |                                                                                      | bé d'interès cultural bé cultural d'interès nacional |                                       | Modifica les dades a Wikidata |
|        | Xarxa d'autobusos interurbans de Tortosa | Tortosa Roquetes                                                                                         | xarxa de transport públic                              |                                                                |                                                                                      |                                                      |                                       | Modifica les dades a Wikidata |
|        | avenc de la Solana                       | Roquetes                                                                                                 | avenc                                                  |                                                                | 40° 47′ 03″ N, 0° 20′ 47″ E / 40.7840764973947°N,0.346488041008283°E                 |                                                      |                                       | Modifica les dades a Wikidata |
|        | canal de la Dreta de l'Ebre              | Amposta Baix Ebre Montsià                                                                                | canal de reg                                           | Estil: arquitectura popular Desemboca: mar Mediterrània        | 40° 47′ 56″ N, 0° 29′ 48″ E / 40.799024°N,0.496786°E                                 | bé integrant del patrimoni cultural català           | Canal de la dreta de l'Ebre (Amposta) | Modifica les dades a Wikidata |
|        | la Carretera dels Reguers                | Roquetes                                                                                                 | nucli d'entitat singular de població nucli de població | 393 hab                                                        | 40° 49′ 25″ N, 0° 28′ 25″ E / 40.82356364°N,0.47368518°E 78 msnm                     |                                                      |                                       | Modifica les dades a Wikidata |
|        | observatori de l'Ebre                    | Roquetes                                                                                                 | observatori astronòmic centre de recerca               | Estil: arquitectura eclèctica 1904                             | 40° 49′ 14″ N, 0° 29′ 35″ E / 40.820498°N,0.493051°E ca:C. Horta Alta, 36-38 52 msnm | bé integrant del patrimoni cultural català           | Observatori de l'Ebre                 | Modifica les dades a Wikidata |